# Eugongylus unilineatus
Eugongylus unilineatus là một loài thằn lằn trong họ Scincidae. Loài này được De Rooij mô tả khoa học đầu tiên năm 1915.